# Arthrobotrys oviformis
Arthrobotrys oviformis är en svampart som beskrevs av Soprunov 1958. Arthrobotrys oviformis ingår i släktet Arthrobotrys och familjen vaxskålar.   Inga underarter finns listade i Catalogue of Life.